# Schopfwespenbussard

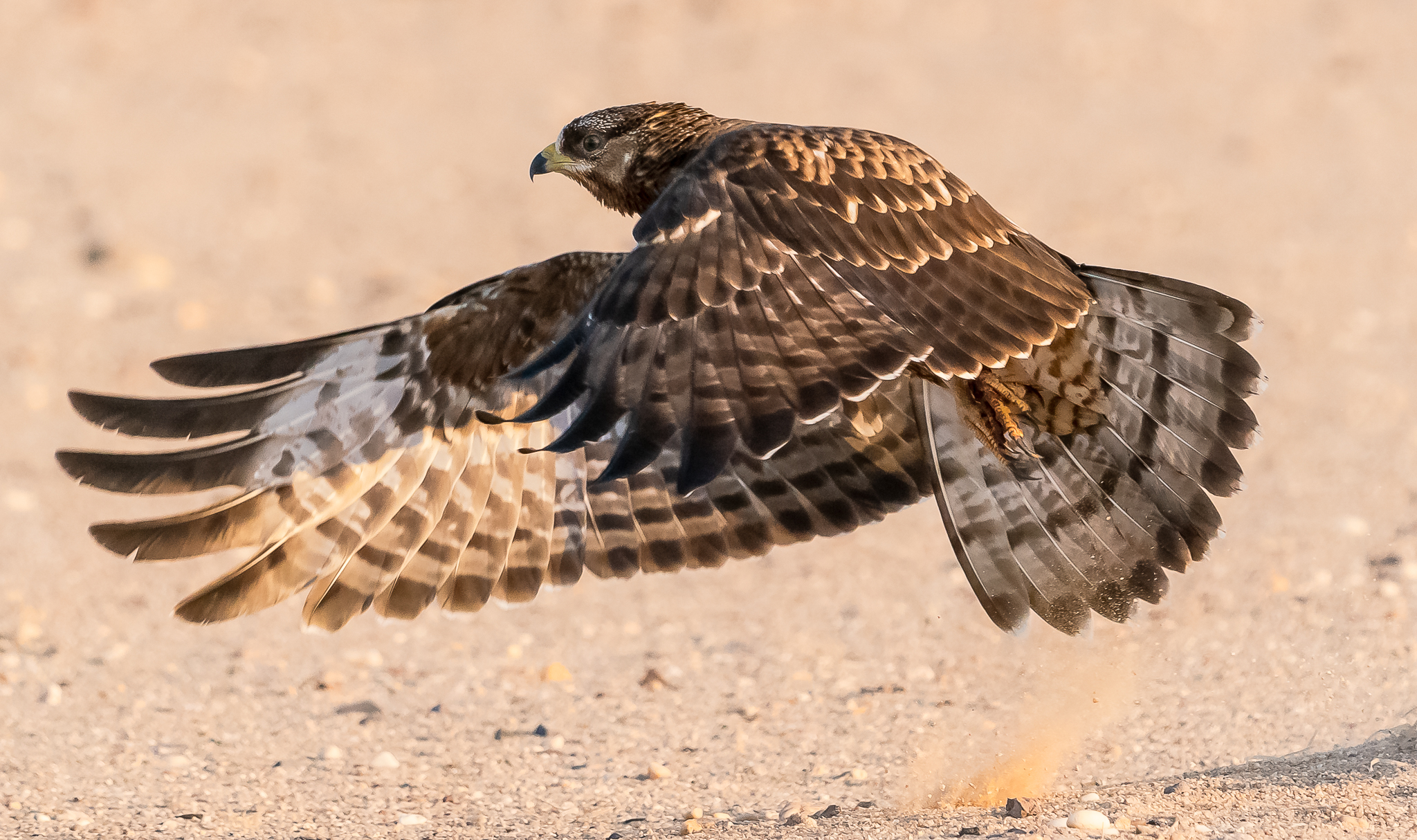
Schopfwespenbussard (Pernis ptilorhynchus), auffliegend

Der Schopfwespenbussard (Pernis ptilorhynchus, Syn.: Falco ptilorhynchus; Falco ptilorhyncus) ist eine Vogelart aus der Familie der Habichtartigen (Accipitridae).
Diese Art kommt in Asien in Bhutan, Indien, Indonesien, Israel, Japan, Java, Jordanien, Kambodscha, Kuwait, Malaysia, Nepal, Oman, Pakistan, auf den Philippinen, in Russland, Singapur, Sri Lanka, Taiwan, Thailand und Vietnam vor.
Ihr Verbreitungsgebiet umfasst bevorzugt mit Laubbäumen bestandene Lebensräume in unterschiedlichsten Klimazonen bis 1800 m.

## Beschreibung
Der Schopfwespenbussard ist 52 bis 68 cm groß, das Männchen wiegt 750 bis 1280, das Weibchen 950 bis 1490 g, die Flügelspannweite beträgt 115 bis 155 cm.
Er ähnelt dem Wespenbussard, ist aber größer mit kürzerem Schwanz.
Die Färbung des Gefieders variiert stark. Häufig graubraun mit kleinem, dunkelgrauem Kopf, kurze schwarze Nackenhaube, schmaler Nacken und silbriggraue, lange und breite Flügel mit dichter dunkler Streifung auf der Unterseite.
Schwanz rund, grau mit breiter schwarzer Endbinde. Die Unterseite ist silbriggrau. Er segelt mit flach gehaltenen Flügeln.
Das Gesicht beim Männchen ist grau, die Oberseite graubraun, es hat zwei schwarze Schwanzbinden, drei schwarze Binden auf der Unterseite der Handschwingen, die Iris ist dunkelbraun. Beim Weibchen ist das Gesicht und die Oberseite bräunlicher, sie hat drei Schwanzbinden und 4 Binden auf den Handschwingen sowie eine gelbe Iris.

## Stimme
Der nur seltene Ruf des Männchens wird als gleichbleibendes, hohes Pfeifen beschrieben.

## Geografische Variation
Es werden folgende Unterarten anerkannt:
- P. p. orientalis (Taczanowski, 1891) – Sibirien östlich bis Amurland und Sachalin, südlich bis Nordostchina, Japan und Korea; überwintert in Südostasien und den Sundainseln, Philippinen und Sangihe-Inseln, auch in geringer Anzahl weiter westlich (regulärer Durchzügler im Süden Kasachstans), möglicherweise in Ostafrika überwinternd
- P. p. ruficollis (Lesson, 1830) – Pakistan, Indien und Sri Lanka östlich über Myanmar bis China (Yunnan) und große Teile Indochinas
- P. p. torquatus (Lesson, 1830) – äußerster Südwesten Indochinas, Malaiische Halbinsel, Sumatra und Borneo
- P. p. ptilorhynchus (Temminck, 1821), Nominatform – Java.
- P. p. philippensis (Mayr, 1939) – Norden und Osten der Philippinen
- P. p. palawanensis (Stresemann, 1940) – Westen der Philippinen (Calauit-Halbinsel und Palawan)

## Lebensweise
Die Nahrung besteht hauptsächlich aus Honig und Bienenlarven aus Bienenstöcken, gelegentlich kleine Vögel, Reptilien, Frösche, Insekten.
Die Brutzeit beginnt ab Februar in Südindien, ab Mai und Juni in den nördlicheren Brutgebieten.
Meist werden zwei Eier von variabler Färbung gelegt, blass cremefarben, gefleckt oder gepunktelt mit Rot oder Walnussbraun. Beide Geschlechter beteiligen sich am Brutgeschäft. Aus den nördlichen Regionen ziehen die Vögel im Winter gen Süden.

## Gefährdungssituation
Die Schopfwespenbussard gilt als nicht gefährdet (least concern).